# Henry Meyer-Brockmann
Henry Meyer-Brockmann (* 24. Dezember 1912 in Berenbostel bei Hannover; † 23. Dezember 1968 in München; auch H. M. Brockmann und Henry Brockmann) war ein deutscher Zeichner, Illustrator, Pressezeichner und Karikaturist.
Henry, auch Henri, Meyer-Brockmann absolvierte eine  Buchdruckerlehre und studierte dann an der Kunstgewerbe- und Handwerkerschule Hannover, von der er 1934 aus politischen Gründen verwiesen wurde. Daraufhin studierte er von 1934 bis  1939 bei Olaf Gulbransson an der Münchner Akademie. Ab 1946 war er Mitarbeiter des neu gegründeten Simpl sowie ab 1954 des Simplicissimus.

## Veröffentlichungen
- Iwan der Schreckliche. Cartoons. Deutscher Taschenbuch-Verlag, München 1969 (Mit e. Vorw. von Heinz Friedrich).
- Dichter und Richter. Die Gruppe 47 und ihre Gäste. Rheinsberg Verlag Lentz, München 1962 (Gezeichnet von H. M.-Brockmann).
- Gesammelte Siebenundvierziger. 100 Karikaturen literar. Zeitgenossen. Deutscher Taschenbuch-Verlag, München 1967 (Texte von Henry M.-Brockmann u. Jürgen von Hollander).
- Das deutsche Wunder. Ein ABC in Karikaturen. Pranger Verlag, München 1955.
- Leute von heute ... und gestern. 99 Porträts und viele, viele Anekdoten. Pranger Verlag, München 1955.
- Satiren. 50 Zeichnungen. Weismann, München 1949 (Vorw.: Erich Kästner).